# Echiuridae
Echiuridae zijn een familie van borstelwormen (Polychaeta) uit de orde van de Echiuroidea.

## Taxonomie
De volgende taxa zijn bij de familie ingedeeld:
- Geslacht Echiurus Guérin-Méneville, 1831

### Synoniemen
- Onderfamilie Echiurinae Quatrefages, 1847 -> Echiuridae Quatrefages, 1847
- Onderfamilie Thalassematinae Forbes & Goodsir, 1841 => Thalassematidae Forbes & Goodsir, 1841